# Carrie Fisher
Carrie Frances Fisher (Burbank, California; 21 de octubre de 1956-Los Ángeles, California; 27 de diciembre de 2016)  más conocida como Carrie Fisher, fue una actriz, cantante, novelista, escritora y guionista script doctor estadounidense de cine y televisión. Es conocida por interpretar a la Princesa Leia Organa en las películas de Star Wars (1977-2019), papel por el que fue nominada a cuatro Premios Saturn. Sus otros créditos cinematográficos incluyen Shampoo (1975), The Blues Brothers (1980), Hannah and Her Sisters (1986), The 'Burbs (1989), When Harry Met Sally... (1989), Soapdish (1991) y The Women (2008).
Fisher fue nominada dos veces al Premio Primetime Emmy a la mejor actriz invitada en una serie de comedia por sus actuaciones en las series de televisión 30 Rock y Catastrophe. Fue nombrada póstumamente una Leyenda de Disney en 2017, y en 2018 recibió un Premio Grammy póstumo al mejor álbum hablado.
Fisher escribió varias novelas semiautobiográficas, incluidas Postcards from the Edge y una obra autobiográfica de una sola mujer, y su libro de no ficción, Wishful Drinking, basado en la obra. Escribió el guion de la versión cinematográfica de Postcards from the Edge e interpretada por Meryl Streep en el papel de Carrie y Shirley MacLaine en el de su madre, Debbie Reynolds, que le valió una nominación al Premio BAFTA al mejor guion adaptado, y su espectáculo unipersonal de Wishful Drinking fue filmado para televisión y recibió una nominación al Premio Primetime Emmy al mejor especial de variedades. Fisher trabajó en los guiones de otros escritores como guionista, incluido el ajuste de los guiones de Hook (1991), Sister Act (1992), The Wedding Singer (1998) y muchas de las películas de la franquicia Star Wars, entre otras. Obtuvo elogios por hablar públicamente sobre sus experiencias con el trastorno bipolar y la adicción a las drogas.
Fisher era hija del cantante Eddie Fisher y la actriz Debbie Reynolds. Ella y su madre aparecen en Bright Lights: Starring Carrie Fisher and Debbie Reynolds, un documental sobre su relación. Se estrenó en el Festival Internacional de Cine de Cannes de 2016. Fisher murió de un paro cardíaco repentino el 27 de diciembre de 2016, a los 60 años, cuatro días después de experimentar una emergencia médica durante un vuelo transatlántico de Londres a Los Ángeles. Una de sus últimas películas, Star Wars: Episodio VIII - Los últimos Jedi, se estrenó el 15 de diciembre de 2017 y está dedicada a ella. Fisher apareció en Star Wars: Episodio IX - El ascenso de Skywalker (2019) mediante el uso de imágenes inéditas de Star Wars: Episodio VII - El despertar de la Fuerza (2015).

En mayo de 2023, recibió una estrella en el paseo de la fama de Hollywood, en la ceremonia estuvieron presentes, su hija, Billie Lourd, y Mark Hamill su compañero en la saga Star Wars.

## Biografía

### Primeros años

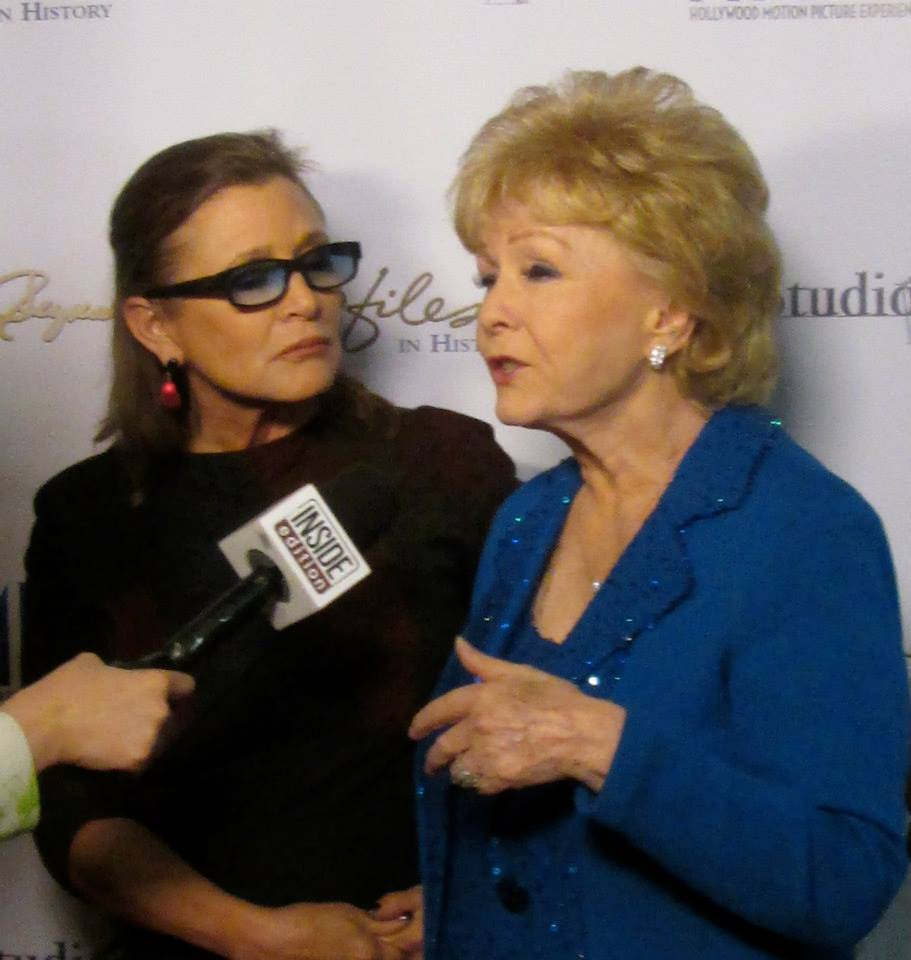
Carrie Fisher junto a su madre, la también actriz, Debbie Reynolds.

Hija del cantante Eddie Fisher y de la actriz Debbie Reynolds. Tenía un hermano menor, el actor Todd Fisher, y sus abuelos paternos fueron inmigrantes judíos procedentes de Rusia; por parte materna, sus ancestros procedían de Inglaterra e Irlanda, de religión evangélica.
Uno de sus primeros trabajos fue en 1973 cuando participó en el video musical llamado "You're sixteen"
de Ringo Starr.
Apareció en algunas producciones con su madre antes de empezar su primer trabajo de cine, cuando interpretó a una joven que seduce a Warren Beatty en Shampoo (1975), de Hal Ashby.

### Carrera

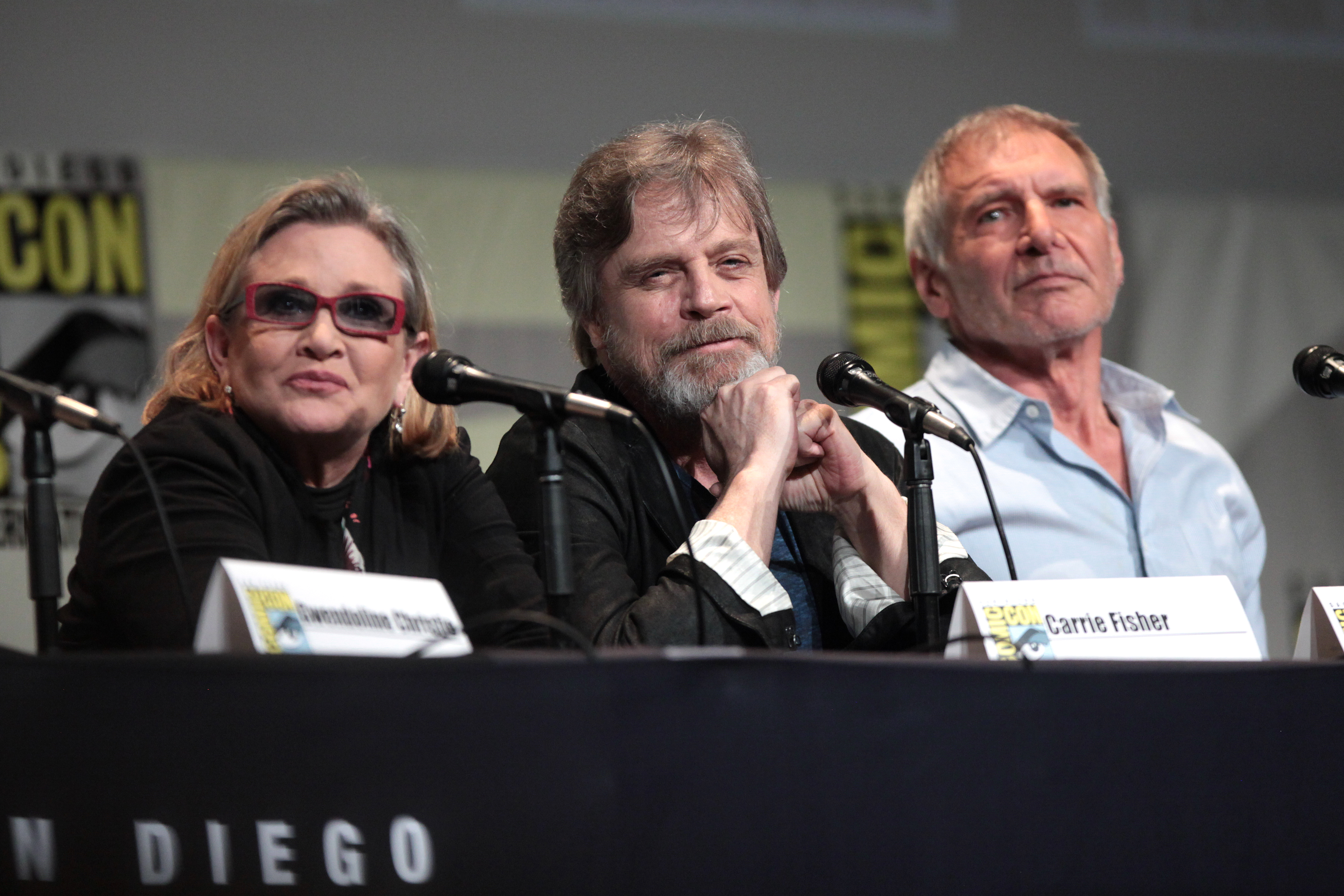
Carrie Fisher junto a Mark Hamill y Harrison Ford, en julio de 2015

Dos años después surgió el papel por el que sería ampliamente reconocida, la princesa Leia Organa, en la inicialmente conocida como La guerra de las galaxias (1977), una interpretación que repitió en las continuaciones El Imperio contraataca (1980), El retorno del Jedi (1983) y, 32 años más tarde, en El Despertar de la Fuerza (2015), Los Últimos Jedi (2017) y la última de la saga El ascenso de Skywalker (2019), estas dos últimas estrenadas póstumamente con escenas inéditas de la actriz. En 1980 apareció en The Blues Brothers.
Al padecer un trastorno bipolar, para el que a veces incluso tuvo que recurrir a terapia electroconvulsiva, empezó a automedicarse, con lo que al cabo se transformó en drogodependiente y alcohólica, tendencias que el resto de su vida trató de combatir y reprimir y que mermaron seriamente su salud a largo plazo. Vivió un breve matrimonio con el cantante Paul Simon. Tras divorciarse, convivió con el agente artístico Bryan Lourd (1991–1994), de quien tuvo una hija, la también actriz Billie Lourd. Pero se separaron amistosamente cuando Lourd descubrió que su orientación sexual era la opuesta.
Su vida desordenada repercutió en su carrera cinematográfica, que se resintió considerablemente, determinando encargos de calidad escasa en las películas que interpretaba, como Under the Rainbow (1981) y Hollywood Vice Squad (1986), exceptuando a la ganadora de tres premios Óscar de 1986 Hannah y sus hermanas, dirigida por Woody Allen. Desde entonces trabajó como actriz secundaria en comedias tales como When Harry Met Sally... / Cuando Harry encontró a Sally (1989), Sibling Rivalry (1990) y Soapdish (1991).
Ejerció también de escritora, publicando en 1987 la novela semiautobiográfica Postales desde el filo. En 1990 el director Mike Nichols le encargó el guion para la adaptación al cine de su libro, con Meryl Streep en el papel de Carrie y Shirley MacLaine en el papel de su madre en una época de su vida. Fisher siguió escribiendo y alcanzó fama como una de las mejores script doctor, esto es, mejoradora y reescritora de guiones ajenos. Publicó además otras novelas como Surrender the Pink y Delusions of Grandma. En 2001 se llevó a la pantalla otro guion suyo: fue el telefilme These Old Broads, con un cuarteto femenino protagonista de lujo formado por su madre Debbie Reynolds, su antigua enemiga Elizabeth Taylor, Shirley MacLaine y Joan Collins.
Fisher contó públicamente los problemas que había tenido con las drogas, su batalla con el trastorno bipolar y la adicción a los ansiolíticos en el programa 20/20 del canal de televisión de la ABC.
En septiembre de 2009 publicó una biografía llamada Wishful Drinking, donde narra sus experiencias en clave de humor, riéndose de su tendencia al alcoholismo y sus fracasos sentimentales.
En una de sus entrevistas más reveladoras, de octubre de 2010, mientras se encontraba en Sídney (Australia), confesó su fuerte adicción a la cocaína durante el rodaje de Star Wars: El Imperio contraataca (1980) y que sobrevivió a una sobredosis. «Poco a poco me di cuenta de que estaba usando las drogas un poco más que otras personas y que estaba perdiendo mi control sobre ellas. (...) Le di tanto a la cocaína en Star Wars que incluso John Belushi me dijo que tenía un problema».

### Fallecimiento

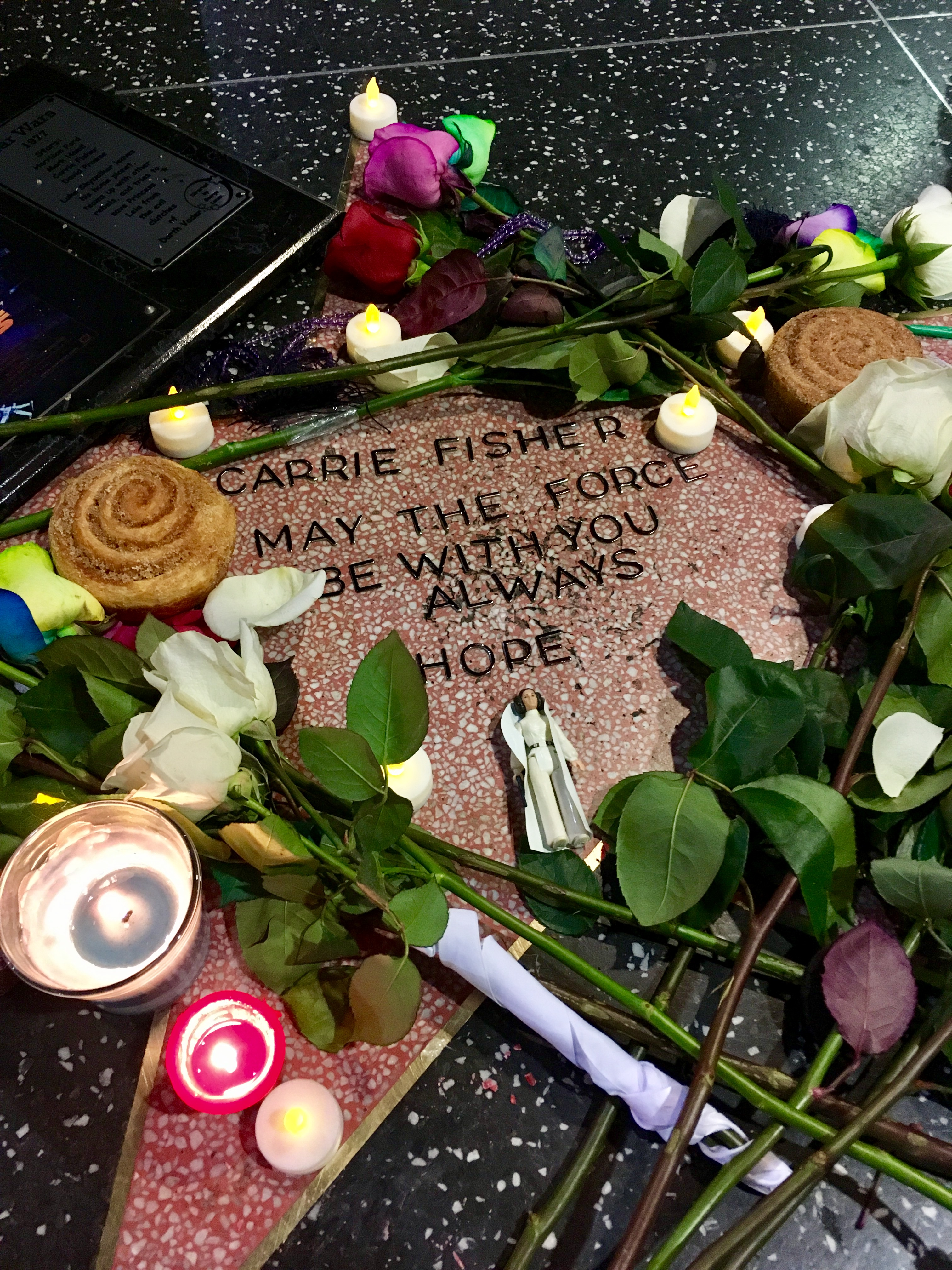
Tributo a Fisher, en el paseo de la fama de Hollywood

El 23 de diciembre de 2016, sufrió un infarto masivo a consecuencia de una apnea de sueño mientras se encontraba en un vuelo que la trasladaba de Londres a Los Ángeles, aplicándose inmediatamente medidas de reanimación. Fue trasladada a un centro médico de la ciudad en grave estado. La popular actriz estadounidense se encontraba realizando la gira de promoción de su nuevo libro, La princesa diarista.
Finalmente, el 27 de diciembre de 2016, falleció en el centro médico de la UCLA. Un comunicado de su hija Billie Lourd confirmó el deceso.
Al día siguiente, 28 de diciembre de 2016, su madre, la también actriz Debbie Reynolds, mientras preparaba las honras fúnebres de su hija, falleció de un accidente cerebrovascular fulminante producto del impacto que produjo en ella la noticia de su fallecimiento.
Tras ambos fallecimientos, Todd Fisher, hermano de Carrie, subastó 1500 recuerdos personales, entre los que se encuentran la casa en la que vivieron juntas, una figura de acción de la princesa Leia, la silla que utilizó en el rodaje de Star Wars, etc. Los beneficios obtenidos pararán en las organizaciones benéficas The Thalians (fundada por Debbie Reynolds) y The Jed Fundation, que previene el suicidio de los jóvenes, elegida por Billie Lourd.
El funeral de las dos mujeres tuvo lugar el 25 de marzo de 2017 siendo una prolongada ceremonia solemne de carácter privado a la que asistieron sus familiares y amigos cercanos; el cuerpo de Carrie Fisher fue finalmente cremado, mientras que su madre fue sepultada en una cripta en el cementerio Forest Lawn Memorial Park en Hollywood Hills; una porción de sus cenizas fue enterrada junto con los restos de Debbie Reynolds en una cripta mientras que la otra porción de sus cenizas reposa al interior de una urna con la forma de una píldora de Prozac haciendo alusión a su actitud abierta al reconocer sus problemas de adicción a las drogas y enfermedades mentales contra las que batalló durante su vida, cumpliéndose así sus últimos deseos.
El 16 de junio de 2017, la Oficina Forense de Los Ángeles informó que Carrie había fallecido debido a la apnea del sueño y a otros factores, como la acumulación de grasa en las paredes arteriales. Además, ya había tenido problemas con el alcohol y las drogas y padecía cardiopatía artoesclerosa.
Fue incinerada, y su urna de cenizas lo pusieron en 2 días después del fallecimiento de su madre en columbario del cementerio de Forest Lawn Memorial Park, en Los Ángeles, allí asistieron muchos amigos famosos para despedirse Carrie como George Lucas, Jamie Lee Curtis, Meryl Streep, Tom Hanks, Meg Ryan, Gwyneth Paltrow, Ellen Barkin, Richard Dreyfuss, Penny Marshall, Ed Begley Jr. y Holly Hunter.

## Filmografía
| Año       | Título                                              | Papel                                                   | Notas                                                                       |
| --------- | --------------------------------------------------- | ------------------------------------------------------- | --------------------------------------------------------------------------- |
| 1969      | Debbie Reynolds and the Sound of Children           | Niña exploradora                                        | Película para televisión                                                    |
| 1975      | Shampoo                                             | Lorna Carp                                              | Personaje recurrente                                                        |
| 1977      | Star Wars: Episodio IV - Una nueva esperanza        | Princesa Leia Organa                                    | Película; elenco principal                                                  |
| 1978      | Come Back, Little Sheba                             | Marie                                                   | Película para televisión; elenco principal                                  |
| 1978      | Ringo                                               | Marquine                                                | Película para televisión; elenco principal                                  |
| 1978      | Leave Yesterday Behind                              | Marnie Clarkson                                         | Película; elenco principal                                                  |
| 1978      | Star Wars Holiday Special                           | Princesa Leia Organa                                    | Elenco principal                                                            |
| 1980      | Star Wars: Episodio V - El Imperio contraataca      | Princesa Leia Organa                                    | Elenco principal                                                            |
| 1980      | The Blues Brothers                                  | Mujer Misteriosa                                        | Elenco principal                                                            |
| 1981      | Under the Rainbow                                   | Annie Clark                                             |                                                                             |
| 1982      | Laverne & Shirley                                   | Cathy                                                   | Serie de televisión, 1 episodio: «The Playboy Show»                         |
| 1983      | Star Wars: Episode VI - Return of the Jedi          | Princesa Leia Organa                                    | Elenco principal                                                            |
| 1984      | Faerie Tale Theatre                                 | Thumbelina                                              | Serie de televisión, 1 episodio: «Thumbelina»                               |
| 1984      | Garbo Talks                                         | Lisa Rolfe                                              |                                                                             |
| 1984      | Frankenstein                                        | Elizabeth                                               | Película para televisión                                                    |
| 1985      | From Here to Maternity                              | Verónica                                                | Cortometraje                                                                |
| 1985      | The Man with One Red Shoe                           | Paula                                                   |                                                                             |
| 1985      | George Burns Comedy Week                            |                                                         | Serie de televisión, 1 episodio: «The Couch»                                |
| 1985      | Happily Ever After (TV)                             | Alice Conway                                            | Voz                                                                         |
| 1986      | Hannah y sus hermanas                               | April                                                   |                                                                             |
| 1986      | Hollywood Vice Squad                                | Betty Melton                                            |                                                                             |
| 1986      | Liberty                                             | Emma Lazarus                                            |                                                                             |
| 1986      | Sunday Drive                                        | Franny Jessup                                           |                                                                             |
| 1987      | Amazing Stories                                     | Laurie McNamara                                         | Serie de televisión, 1 episodio: «Gershwin's Trunk»                         |
| 1987      | Paul Reiser Out on a Whim                           |                                                         | Película para televisión                                                    |
| 1987      | Amazon Women on the Moon                            | Mary Brown                                              | Segmento: «Reckless Youth»                                                  |
| 1987      | The Time Guardian                                   | Petra                                                   |                                                                             |
| 1988      | Appointment with Death                              | Nadine Boynton                                          |                                                                             |
| 1989      | The 'Burbs                                          | Carol Peterson                                          |                                                                             |
| 1989      | Loverboy                                            | Mónica Delancy                                          |                                                                             |
| 1989      | Two Daddies                                         | Alice Conway                                            | Voz                                                                         |
| 1989      | She's Back                                          | Beatrice                                                |                                                                             |
| 1989      | When Harry Met Sally...                             | Marie                                                   |                                                                             |
| 1989      | Trying Times                                        | Enid                                                    | Serie de televisión, 1 episodio: «Hunger Chic»                              |
| 1990      | Sweet Revenge                                       | Linda                                                   |                                                                             |
| 1990      | Sibling Rivalry                                     | Iris Turner-Hunter                                      |                                                                             |
| 1991      | Drop Dead Fred                                      | Janie                                                   |                                                                             |
| 1991      | Soapdish                                            | Betsy Faye Sharon                                       |                                                                             |
| 1991      | Hook                                                | Mujer besándose en un puente                            |                                                                             |
| 1992      | This Is My Life                                     | Claudia Curtís                                          |                                                                             |
| 1994      | Super Star Wars: Return of the Jedi                 | Princesa Leia Organa                                    | Videojuego                                                                  |
| 1995      | Present Tense, Past Perfect                         |                                                         |                                                                             |
| 1995      | Frasier                                             | Phyllis                                                 | Serie de televisión, 1 episodio: «Phyllis». Voz                             |
| 1997      | Austin Powers: International Man of Mystery         | Terapeuta                                               |                                                                             |
| 1997      | Gun                                                 | Nancy                                                   | Serie de televisión, 1 episodio: «The Hole»                                 |
| 1998      | Dr. Katz, Professional Therapist                    | Roz Katz                                                | Serie de televisión, 1 episodio: «Thanksgiving»                             |
| 1999      | Return of the Ewok                                  |                                                         | Corto (filmado en 1983)                                                     |
| 2000      | Scream 3                                            | Bianca Burnette                                         | Cameo                                                                       |
| 2001      | These Old Broads                                    | Hooker                                                  |                                                                             |
| 2001      | Heartbreakers                                       | Ms. Surpin                                              |                                                                             |
| 2001      | Jay and Silent Bob Strike Back                      | Nun                                                     |                                                                             |
| 2002      | A Midsummer Night's Rave                            |                                                         |                                                                             |
| 2002      | A Nero Wolfe Mystery                                | Ellen Tenzer                                            | Serie de televisión, episodio de dos partes: «Motherhunt»                   |
| 2003      | Los ángeles de Charlie: Al límite                   | Madre superiora                                         |                                                                             |
| 2003      | Wonderland                                          | Sally Hansen                                            |                                                                             |
| 2003      | Good Morning, Miami                                 | Judy Silver                                             | Serie de televisión, 1 episodio: «A Kiss Before Lying»                      |
| 2003      | Sex and the City                                    | Ella misma                                              | Serie de televisión, 1 episodio: «Sex and Another City»                     |
| 2004      | Stateside                                           | Mrs. Dubois                                             |                                                                             |
| 2004      | Jack & Bobby                                        | Madison Skutcher                                        | Serie de televisión, 1 episodio: «The First Lady»                           |
| 2005      | Undiscovered                                        | Carrie                                                  |                                                                             |
| 2005      | Smallville                                          | Pauline Kahn                                            | Serie de televisión, 1 episodio: «Thirst»                                   |
| 2005      | Romancing the Bride                                 | Edwina                                                  |                                                                             |
| 2005-2016 | Family Guy                                          | Angela                                                  | Serie de televisión, múltiples episodios.                                   |
| 2007      | Suffering Man's Charity                             | Reportera                                               |                                                                             |
| 2007      | Cougar Club                                         | Glady Goodbey                                           |                                                                             |
| 2007      | Odd Job Jack                                        | Dr. Finch                                               | Serie de televisión, 1 episodio: «The Beauty Beast»                         |
| 2007      | Weeds                                               | Celia's attorney                                        | Serie de televisión, 1 episodio: «The Brick Dance»                          |
| 2007      | Side Order of Life                                  | Dr. Gilbert                                             | Serie de televisión, 1 episodio: «Funeral for a Phone»                      |
| 2007      | 30 Rock                                             | Rosemary Howard                                         | Serie de televisión, 1 episodio: «Rosemary's Baby»                          |
| 2008      | The Women                                           | Bailey Smith                                            |                                                                             |
| 2008      | Robot Chicken: Star Wars Episode II                 | Princesa Leia Organa, Mon Mothma, Krayt Dragon's Mother | Película para televisión; Voz                                               |
| 2009      | Fanboys                                             |                                                         |                                                                             |
| 2009      | White Lightnin'                                     | Cilla                                                   |                                                                             |
| 2009      | Sorority Row                                        | Mrs. Crenshaw                                           |                                                                             |
| 2010      | Wright vs. Wrong                                    | Joan Harrington                                         |                                                                             |
| 2010      | Entourage                                           | Anna Fowler                                             | Serie de televisión, 1 episodio: «Tequila and Coke»                         |
| 2010      | Family Guy                                          | Mon Mothma                                              | Serie de televisión, 1 episodio: «It's a Trap». Voz                         |
| 2010      | A Quiet Word With...                                | Ella misma                                              | Serie de televisión australiana, 1 episodio                                 |
| 2011      | The Talk                                            | Ella misma                                              | Serie de televisión norteamericana                                          |
| 2012      | It's Christmas, Carol!                              | Eve                                                     | Película rodada para televisión del canal Hallmark                          |
| 2012      | Dishonored                                          | Voz                                                     | Videojuego                                                                  |
| 2012      | Comedy Central Roast                                | Ella misma                                              | The Roast of Roseanne Barr                                                  |
| 2014      | Maps to the Stars                                   | Ella misma                                              |                                                                             |
| 2014      | The Big Bang Theory                                 | Ella misma                                              | Serie de televisión, temporada 7, episodio 14: «El enigma de la convención» |
| 2015–2017 | Catastrophe                                         | Mia Norris                                              | Serie de televisión, 5 episodios                                            |
| 2015      | Star Wars: Episodio VII - El despertar de la Fuerza | General Leia Organa                                     | Elenco principal                                                            |
| 2016      | Rogue One: una historia de Star Wars                | General Leia Organa                                     | Cameo                                                                       |
| 2017      | Star Wars: Episodio VIII - Los últimos Jedi         | General Leia Organa                                     | Estreno póstumo                                                             |
| 2019      | Star Wars: Episodio IX - El ascenso de Skywalker    | General Leia Organa                                     | Estreno póstumo (Imágenes de archivo)                                       |

## Premios y nominaciones

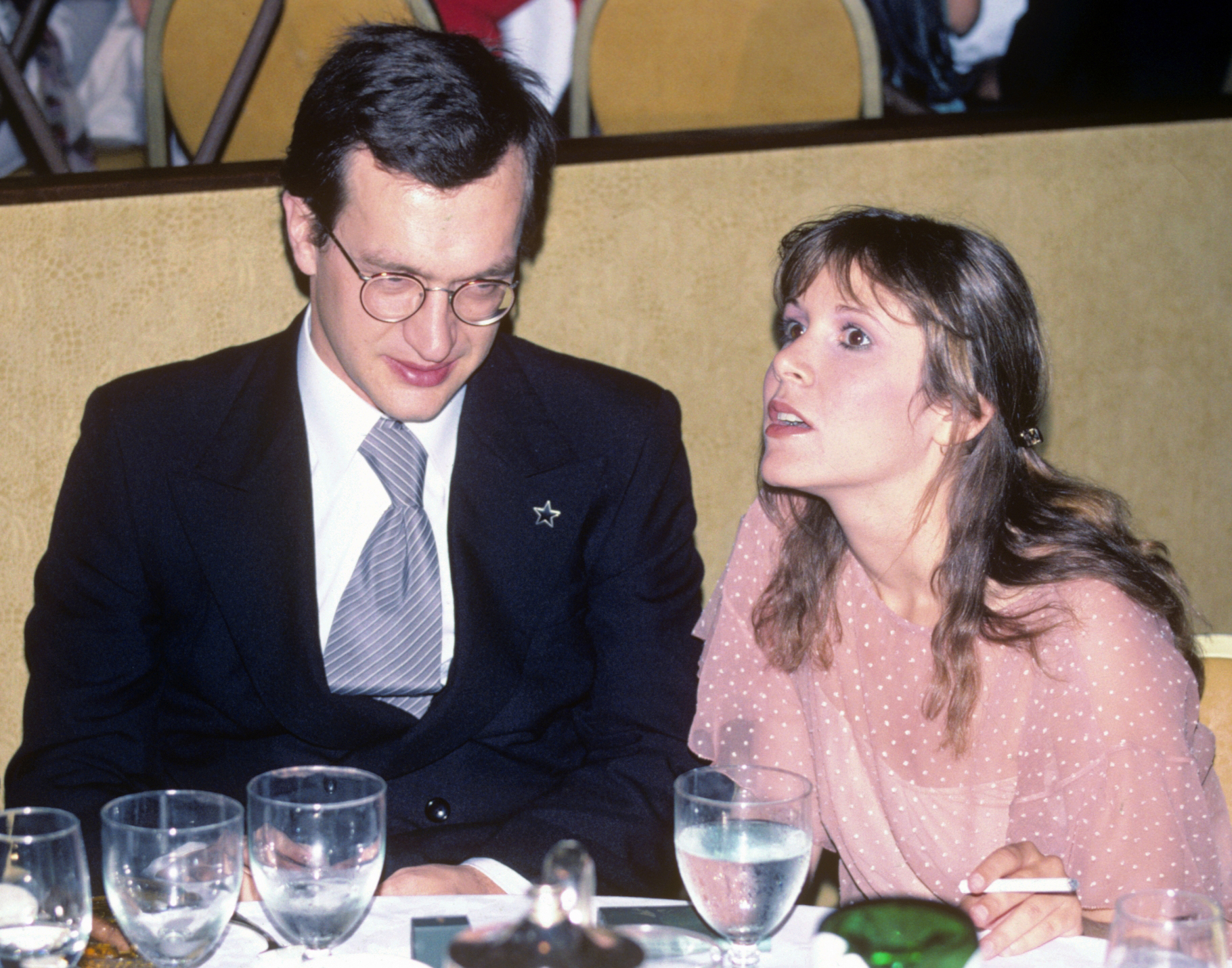
Carrie Fisher y Wim Wenders en 1978.

### Premios BAFTA
| Año  | Categoría            | Película               | Resultado |
| ---- | -------------------- | ---------------------- | --------- |
| 1990 | Mejor guion adaptado | Postales desde el filo | Nominada  |

### Premios Emmy
| Año  | Categoría                                                         | Película         | Resultado |
| ---- | ----------------------------------------------------------------- | ---------------- | --------- |
| 2012 | Outstanding Variety, Music Or Comedy Special                      | Wishful drinking | Nominada  |
| 2012 | Outstanding Picture Editing For A Special (Single Or MultiCamera) | Wishful drinking | Nominada  |

### Premios Saturn
| Año  | Categoría    | Película                                                   | Resultado |
| ---- | ------------ | ---------------------------------------------------------- | --------- |
| 1977 | Mejor actriz | La guerra de las galaxias Episodio IV: Una nueva esperanza | Ganadora  |